# Лани-Великі (Гливицький повіт)
Лани-Великі (пол. Łany Wielkie) — село в Польщі, у гміні Сосніцовиці Гливицького повіту Сілезького воєводства.
Населення — 726 осіб (2011).
У 1975—1998 роках село належало до Катовицького воєводства.

## Демографія
Демографічна структура станом на 31 березня 2011 року:
|          | Загалом | Допрацездатний вік | Працездатний вік | Постпрацездатний вік |
| -------- | ------- | ------------------ | ---------------- | -------------------- |
| Чоловіки | 327     | 59                 | 234              | 34                   |
| Жінки    | 399     | 68                 | 262              | 69                   |
| Разом    | 726     | 127                | 496              | 103                  |